# الهدايا (القيروان)
الهدَايَا قرية تقع في معتمدية حاجب العيون بولاية القيروان من الوسط التونسي.